# ルナ6号
ルナ6号（ロシア語：Луна 6、ラテン文字表記の例：Luna 6）は、1965年にソビエト連邦が打上げた無人月探査機である。世界初の月面への軟着陸を目指したが、軌道修正に失敗したため月より16万 km離れた所を通過した。

## 設計
詳細は同型機のルナ9号を参照
ルナ6号は、月面に着陸するランダー（着陸機）と、ランダーを月面へ軟着陸させる飛行ステージから成っていた。ランダーは58 cmの球形で、内部は与圧されていた。観測装置としてはパノラマカメラと放射線計が搭載されていた。一方の飛行ステージはランダーを低速で月面に到達させるために逆噴射ロケットを備えていた。中間軌道修正も飛行ステージの役割であった。
ルナ6号全体の重量は1442 kgで、その大部分を飛行ステージが占めた。

## 飛行
1965年6月8日、ルナ6号はモルニヤ8K78ロケットによって、バイコヌール宇宙基地より打上げられた。ルナ6号は一度地球周回軌道に投入され、その後に打上げロケット上段を点火して月へ向かう軌道に投入された。
6月9日には軌道微修正が行われたが、その最中にトラブルが発生した。軌道修正のために逆噴射ロケットを点火するまでは順調であったが、予定時間が経過しても燃焼が停止されなかったのである。ロケットは推進剤が完全に消費されるまで噴射され続け、ルナ6号は月より大きく外れる軌道へ乗る結果となった。噴射が停止されなかったのは、噴射を制御するタイマーに誤ったコマンドが送られたためだと考えられている。
6月11日、ルナ6号は月より16万1000 kmの地点を通過し（月と地球の平均距離は38万 kmである）、計画は失敗した。交信は探査機が地球より60万 kmの距離へ達するまで続いた。飛行を続けた探査機は太陽を周回する人工惑星となったと見られている。